# Hi utsuri

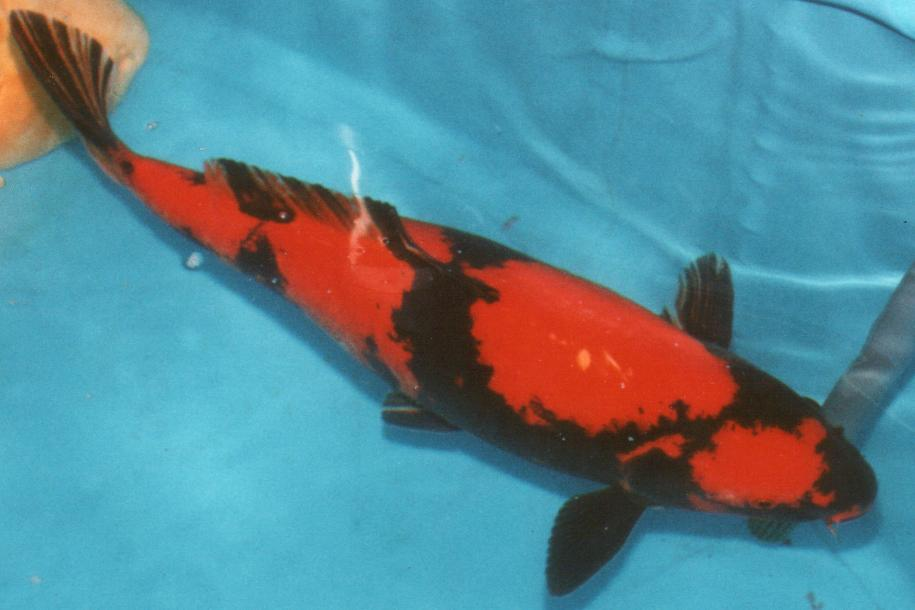
Hi Utsuri.

De hi utsuri is een Koi uit de klasse Utsurimono. Het is een zwarte vis met rode patronen. Omdat het hier gaat over slechts zwart en rood worden aan deze twee kleuren de hoogste eisen gesteld.  Tevens hebben de Utsuri een sumivlek op de kop die tot aan de neus loopt. “Utsuri” betekent in het Japans 'weerspiegelingen'.

## Eisen
Het rood moet dieprood zijn en het zwart diepzwart. Het patroon moet verder gelijkmatig over het hele lichaam verdeeld zijn. De rode vlekken moeten van een redelijk formaat zijn en geen kleine zwarte plekjes vertonen (shimi's).

## Vinnen
Net als bij de Showa en de shiro utsuri wordt een mooi motoguro gewaardeerd.

## Utsurimono
Behalve de zwarte koi met een rood patroon bestaan ook de shiro utsuri, met een wit patroon, of met een geel patroon, de ki utsuri.